# Suzanne Aron (Benoit-Lévy)
Pour les articles homonymes, voir Suzanne Aron et Aron.
Suzanne Aron, née Benoit-Lévy le 25 janvier 1896 à Paris 11e et est morte le 28 octobre 1988 à Paris 7e, est une éducatrice juive, une des fondatrices de l'École Yabné en 1948, avec le grand-rabbin Henri Schilli. Durant la Seconde Guerre mondiale, elle est cachée par Jeanne Brousse, reconnue comme Juste parmi les Nations, qui cache également les filles du rabbin Schilli. Elle est la belle-mère d’Édouard Gourévitch, ancien rabbin de Neuilly-sur-Seine, auteur de nombreux ouvrages sur le judaïsme, créateur du catalogue de la Bibliothèque de l'Alliance Israélite Universelle, ancien résistant et interné, décoré de la Légion d'honneur.

## Biographie
Suzanne Benoit-Lévy est née le 25 janvier 1896 à Paris. Elle est la fille de Fernand Benoit-Lévy et de Émilie Weyll. Son père, Fernand Benoit-Lévy,  est né le 15 novembre 1852 à Strasbourg et est mort le 25 janvier 1922 à Paris. Sa mère, Emilie Weyll, est née le 18 août 1858 à Bruxelles, en Belgique et est morte le 4 juillet 1937 à Paris. 
Elle a 3 frères : André Benoit-Lévy, Jean Benoit-Lévy, et Georges Benoit-Lévy. André Benoit-Lévy est né en 1882 et est mort en 1889 à Boulogne-Billancourt (Seine), à l'âge de 7 ans d'un accident de balançoire. Jean Benoit-Lévy, cinéaste, est né le 25 avril 1888 à Paris et est mort le 2 août 1959 à Paris. Georges Benoit-Lévy, urbaniste, né le 13 avril 1880 à Paris et mort le 23 décembre 1971 à Nice (Alpes-Maritimes), est enterré à Paris.
Elle épouse Francis Georges Aron, né le 4 février 1891 à Coutances (Manche) et mort le 29 octobre 1969 à Paris. Il est le fils de Philippe Joseph Aron, procureur puis avocat, et de Caroline Milhaud. Philippe Joseph Aron est né en 1860 à Genève en Suisse et meurt en 1917. Caroline Milhaud est née en 1863 â Nimes (Gard).
Francis Aron est un cinéaste.
Suzanne Aron et Francis Aron ont une fille Nicole Yvette Marthe Benoit-Lévy, née le 10 février 1921 à Paris et morte le 5 mars 2014 à Bois-Colombes.  Elle épouse le rabbin Édouard Gourévitch, né 9 septembre 1921 à Aubervilliers (Seine) et mort en 1999 à Neuilly-sur-Seine (Hauts-de-Seine).

### Seconde Guerre mondiale
Jeanne Brousse née Jeanne Maurier, résistante, travaille à la préfecture d'Annecy dans le service des naturalisations, puis dans celui des réfugiés. Elle aide des Juifs, dont le rabbin de Valence, Henri Schilli, devenu aumônier des camps.
En novembre 1942, Suzanne Aron lui demande de l'aider pour lui procurer des papiers d’identité. Son mari, Francis Aron, ancien combattant, officier de réserve blessé en 1940 et décoré de la Légion d'honneur, les a brûlés car, juif, il ne veut pas que sa famille porte l'étoile jaune ,. Francis Aron a, dans un premier temps, demandé sans succès à la Confédération suisse l'asile pour sa fille Suzanne Aron a aussi besoin de papiers d'identité pour les trois petites filles du rabbin de Valence, Henri Schilli, dont elle a la garde avec l'aide de sa fille Nicole. 
Jeanne Maurier commence à fabriquer sept premières fausses cartes d'identité dont quatre documents au nom de Caron, trois autres pour les enfants Schilli en transformant leur nom en Sureau. Ces dernières, avec la famille Aron, trouvent une cache dans la ferme des grands-parents maternels de Jeanne Maurier.
Après guerre, le rabbin Schilli, devenu directeur du Séminaire Israélite de France témoigne du rôle de Jeanne Brousse dans sa sauvegarde ainsi que celle de ses trois filles Françoise, Nicole et Danielle.  
En 1973, l'État d'Israël lui décerne le titre de Juste parmi les nations. En 1974, elle reçoit la médaille des Justes du consul général d'Israël à Paris et est invitée à planter un  arbre à Jérusalem dans le jardin des Justes à Yad Vashem .

## École Yabné
Le Grand-rabbin Jacob Kaplan, avec le concours de Suzanne Aron, crée en 1948 un lycée juif qu’il appelle École Yabné. Il reçoit le soutien du rabbin Élie Munk et du grand-rabbin Henri Schilli, ainsi que des communautés de la rue Cadet, de la rue Montévidéo, de la rue Pavée et de la rue Ambroise-Thomas. Pour diriger l’école, Suzanne Aron fait appel à Albert Crémieux.

## L'École Moria
Avec Monsieur Simon Blau, Suzanne Aron fonde  L'école Moriah, dans les locaux de la Synagogue de la rue Pavée. Simon Blau est le premier responsable de l'éducation juive à l'École Yabné (Paris), en 1948.
Le Groupe Moria est devenu Collège Simon Blau/Suzanne Aron et Lycée Diane Benvenuti,au  9-11 rue Lekain dans le 16e arrondissement de Paris.